# Rufus E. Brown

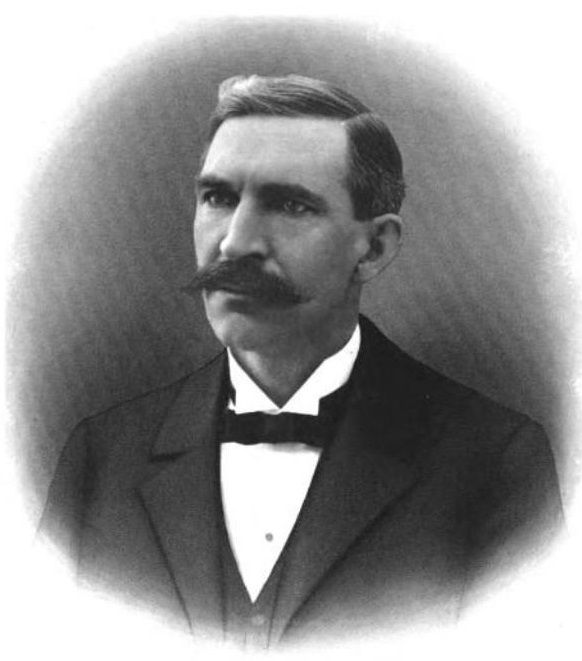
Rufus E. Brown

Rufus Enersan Brown (* 3. Dezember 1854 in Dickinson, Franklin County, New York; † 15. Juni 1920 in Burlington, Vermont) war ein US-amerikanischer Jurist, der von 1912 bis 1915 Vermont Attorney General war.

## Leben
Rufus Enersan Brown wurde in Dickinson, Franklin County, New York als Sohn von John T. und Margaret A. Brown geboren.
Er besuchte die Schule in Lawrenceville und arbeitete danach als Lehrer und auf einer Farm. Im Alter von 23 Jahren begann er ein Jurastudium während er gleichzeitig für die Kanzlei Wales & Taft arbeitete. Seine Zulassung zum Anwalt erhielt er im Jahr 1881. Danach arbeitete er als Anwalt in Burlington, Vermont. Präsident der Vermont Bar Association war er im Jahr 1911.
Als Mitglied der Republikanischen Partei von Vermont war er von 1894 bis 1900 District Attorney für das Chittenden County. Er war Vorsitzender des committee on claims, Mitglied des joint committee on state and court expenses und des committees on judiciary and banks
Brown heiratete im Jahr 1908 Elizabeth M. Brownell.
Rufus E. Brown starb am 15. Juni 1920 in Burlington (Vermont). Es ist nicht bekannt, wo sich sein Grab befindet.